# Lodewijk Makeblijde
Lodewijk Makeblijde (Poperinge, 27 januari 1564 – Voorschoten, 16 augustus 1630) was een Zuid-Nederlands jezuïet, missionaris in Noord-Nederland, renaissancedichter en schrijver van hymnen.

## Levensloop
Lodewijk Makeblijde werd geboren binnen een patriciërsfamilie in Poperinge. Zijn vader, Lodewijk senior, was van 1571 tot 1600 burgemeester van de stad.
Hij studeerde aan het jezuïetencollege van Sint-Omaars (1579–1584) en ging vervolgens wijsbegeerte studeren in het jezuïetenhuis van Douai (1584–1586). In 1586 trad hij in bij de jezuïeten in Doornik. Onder leiding van de novicemeester Jan van den Berg (Latijn "Bargius"), volgde Makeblijde een uur per dag de Geestelijke oefeningen van Ignatius van Loyola. Daarnaast werkte hij in de ziekenhuizen, de keukens, de catechismusklassen die verbonden waren met de jezuïetenhuizen. In 1587 werd hij getroffen door een hernia, waarvan hij pas in 1593 genas.
Op 5 oktober 1588 legde hij de religieuze geloften af en het jaar daarop werd hij leraar aan het jezuïetencollege in Brugge. Het volgende jaar werd hij naar Ieper overgeplaatst, waar hij tot in 1595 leraar was. In 1593 diende de bisschop van Ieper Petrus Simons hem de lagere wijdingen toe. Vanaf 1595 ging hij in het studiehuis van de jezuïeten in Leuven godgeleerdheid studeren. Onder zijn leermeesters had hij Leonard Lessius, Martinus Del Rio en Cornelius a Lapide. Onder zijn medestudenten bevonden zich Heribert Rosweyde en Jan van Gouda. De volgende wijdingen door de aartsbisschop van Mechelen, Mathias Hovius volgden: subdiaken (mei 1597), diaken (september 1597) en priester (december 1597). In 1597 verscheen zijn eerste publicatie.

## Leraar en catechist
In 1600 werd hij rector van het nieuw opgerichte college in Sint-Winoksbergen, dat hij leidde met de medewerking van zes jezuïeten, twee jezuïeten in opleiding en vier broeders. Tijdens zijn verblijf aldaar reisde hij wekelijks naar Duinkerke om er te preken.
In 1604 werd hij rector van het jezuïetencollege in Ieper en legde er in 1605 zijn eeuwige geloften af. In 1605-1607 verbleef hij het jezuïetenhuis in Antwerpen, waar hij zijn Leuvense studievrienden Heribertus Rosweyde en Jan van Gouda terugvond. Makeblijde werd er niet ingezet in het onderwijs maar wel in het prediken. Hij had zich een reputatie verworven de godsdienst op begrijpelijke wijze aan kinderen te onderwijzen en werd daarom ingezet om zijn methodes op schrift te stellen. Hij werkte ook mee aan het opstellen van de eerste Mechelse Catechismus.

## Missionaris
Van 1611 tot aan zijn dood in 1630 was Makeblijde missionaris in de Holland Missie, die in Delft gevestigd was met een schuilkerk in de brouwerij De drie Haringhen. Hij gaf catechismuslessen, maar moest die in 1617 onderbreken, omdat de schout van Delft regelmatig binnenviel. Makeblijde werd echter nooit gearresteerd. In juni 1619 werd hij dan toch opgepakt, maar tegen een fikse borgtocht kwam hij weer vrij.
Toen in 1621 de overste van de jezuïetenzending in Holland, Marcus van den Tempel, in Leiden werd gearresteerd en de republiek uitgezet, werd hij opgevolgd door Makeblijde, in een tijd waarin steeds strengere wetgeving de werking van de jezuïeten bemoeilijkte. Op 26 februari 1622 stemden de Staten-Generaal een wet, die op 13 maart in Leiden werd uitgevaardigd, waarbij de jezuïeten zes dagen de tijd kregen om de Republiek te verlaten. Makeblijde bleef clandestien verder werken. Hij maakte de zwaarste periode van vervolging mee, van 1621 tot 1629, onder de leiding van schout Jan Vockestaert.
In 1629 moest hij worden vervangen vanwege zijn verminderde gezondheid. Hij overleed in Voorschoten. 

## Eerbetoon
- Cultureel centrum Maeke Blyde in Poperinge
- Lodewijk Makeblijde College in Rijswijk (van 1955 tot 2008)
- Lodewijk Makeblijde College in Poperinge

## Publicaties
- Cort onderwijs van acht oeffeninghen (Leuven, Jan Maes, 1597), gebeden en onderrichtingen voor de jeugd
- Den Schat der Christelicker leeringhe (Antwerpen, Joachim Trognaesius, 1610 & 1620)
- Nieuwe ende waerachtighe historie van ses glorieuse martelaers die in Japonien voor het Catholijck gheloove ghedoot zijn (Antwerpen, Hieronymus Verdussen, 1609), vertaald uit het Frans
- Den Schat der ghebeden (1611)
- Konste om sekerlick de volmaecktheyt der Deughden te verkrijghen (Antwerpen, Joachim Trognaesius, 1611)
- Den Lusthof der gheestelicke oeffeninghen (Antwerpen, Hieronymus Verdussen, 1613)
- Den berch der geesterlycker vreuchden (Antwerpen, Hieronymus Verdussen, 1618). Makeblijde predikte in Poperinge op Kerstmis 1599 en opnieuw in 1609. Hij droeg dit boek op aan de magistraat van zijn geboortestad.
- Troost der Siecken, ende der Overleden (Antwerpen, Hieronymus Verdussen, 1621)
- Den hemelschen handel der devote zielen, vol gheestelijcke meditatien, ghetijden, lof-sanghen, ende ghebeden (Antwerpen, Joannes Cnobbaert, 1625)